# Telipogon kalbreyerianus
Telipogon kalbreyerianus är en orkidéart som beskrevs av Friedrich Fritz Wilhelm Ludwig Kraenzlin. Telipogon kalbreyerianus ingår i släktet Telipogon och familjen orkidéer.
Artens utbredningsområde är Colombia. Inga underarter finns listade i Catalogue of Life.